# Ejes viales (Ciudad de México)
El sistema de ejes viales de la Ciudad de México es una red de avenidas creado a finales de la década de 1970 para reestructurar y agilizar el flujo vehicular. La red está diseñada para conectar distintas zonas de la ciudad, formando una cuadrícula que recorre el área urbana de la capital en sentidos norte-sur y oriente-poniente.
El funcionamiento de los ejes se basa en tres características principales: la circulación en sentido único en la mayoría de sus tramos, la inclusión de un carril en contraflujo de uso exclusivo para el transporte público y la sincronización de semáforos. Este diseño busca ofrecer un tránsito más rápido y predecible tanto para vehículos particulares como para el transporte público.
Para su identificación, el sistema utiliza una nomenclatura cardinal y numérica. Con la excepción del Eje Central, los ejes se numeran desde el centro de la ciudad hacia la periferia (por ejemplo, Eje 1 Norte, Eje 2 Norte, etc.). Además, cada eje es una ruta continua compuesta por múltiples calles que conservan sus nombres individuales a lo largo del trayecto.

## Historia

### Antecedentes

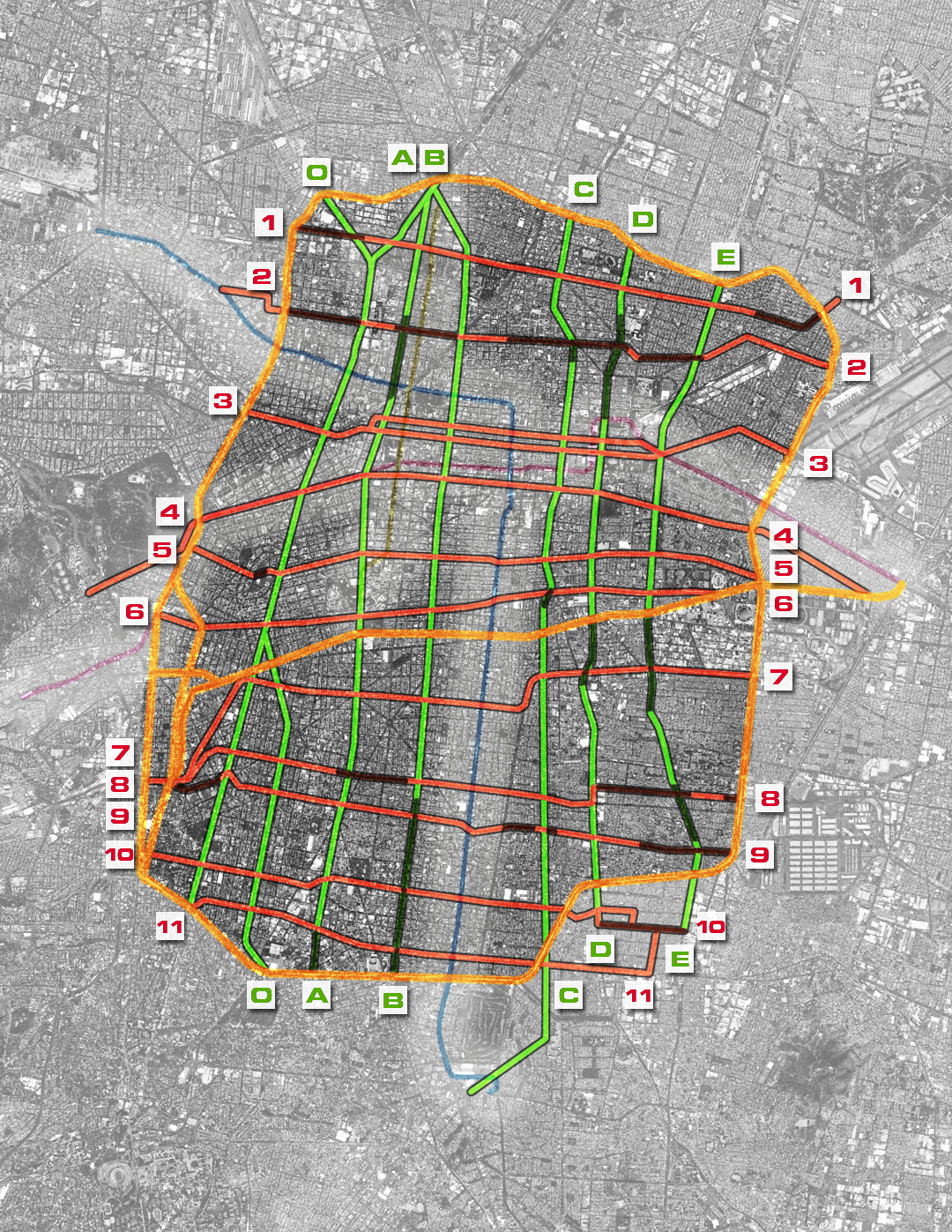
Primera propuesta de ejes viales, mostrando tramos viales inconclusos a intervenir.

Durante las décadas de 1960 y 1970, la Ciudad de México experimentó un crecimiento demográfico y vehicular acelerado. Las principales avenidas resultaban insuficientes para el flujo de automóviles, lo que provocaba congestionamientos crónicos y tiempos de desplazamiento cada vez mayores. Muchas de las vialidades que hoy se conocen como ejes viales se encontraban repartidas en otras más reducidas e intrincadas, tanto para el tránsito particular como público, tornando ineficientes a los antiguos sistemas de transporte, como el tranvía. Así, la necesidad de un sistema vial más eficiente se convirtió en una prioridad para las autoridades locales y federales.

### Planeación y construcción
La idea de los ejes viales fue impulsada durante la presidencia de José López Portillo (1976-1982) y bajo la gestión de Carlos Hank González como jefe del entonces Departamento del Distrito Federal. El objetivo era crear una red de arterias rápidas, con semáforos sincronizados y sentidos únicos, que permitieran atravesar la ciudad de manera eficiente.
El plan que se presentó buscaba solucionar a largo plazo el incremento del tránsito con el ensanchamiento de algunas avenidas, lo que implicaba la desaparición de algunas calles, para abrir corredores viales de un solo sentido.
La construcción de los ejes viales inició en 1978 y se extendió durante varios años. La ejecución del proyecto implicó la expropiación de predios, la demolición de viviendas y comercios, y la reubicación de monumentos históricos, como la célebre estatua ecuestre de Carlos IV, conocida como El Caballito. En las avenidas a las que se les asignó un solo sentido de circulación, se les dotó un carril en dirección opuesta para uso exclusivo de vehículos de transporte público, como trolebuses, autobuses concesionados o vehículos de emergencias. En otros casos, las vialidades se ampliaron pero conservaron el flujo en doble sentido.

### Inauguración y recepción
El proceso de construcción estuvo acompañado de controversias, debido a la destrucción de patrimonio arquitectónico y al desplazamiento de residentes. Sin embargo, la administración justificó estas medidas en función del beneficio colectivo y la modernización de la ciudad.
La primera fase, inaugurada en junio de 1979, incluyó la apertura de 15 ejes principales. En estas etapas primarias del proyecto, estas líneas sagitales se limitaron a ser cuerdas o líneas diametrales inscritas dentro del Circuito Interior, aunque al momento de su implementación, se extendieron algunos tramos de ciertos ejes viales que se favorecían con el trazo continuo de la vialidad más allá de este circuito, algunos incluso alcanzando o sobrepasando el trazo del Anillo Periférico.
En su momento, los ejes viales revolucionaron el esquema de movilidad urbana del Distrito Federal, al facilitar el acceso a cualquier punto por cualquier medio de transporte, fuese privado o público, así como facilitó la opción a construir líneas del Metro al ampliar el derecho de vía.

### Actualidad
Actualmente, debido a su estado inconcluso y al aumento de la carga vehicular, la mayoría de los ejes viales operan por encima de su capacidad proyectada. En las primeras décadas de operación, en la mayoría de los casos, se mantuvieron intactas configuraciones espaciales, restricciones de circulación, trazos y nomenclaturas; sin embargo, en décadas recientes, los ejes viales han sido objeto de reconfiguraciones e implementaciones de distintos servicios, tales como cambios de sentido, ampliaciones, corredores tipo BRT (Metrobús), ciclovías y rutas del Corredor Cero Emisiones. En 2005 y 2012 se abrieron a la circulación la ampliación sur del Eje 5 Poniente (en distintos tramos) y la estructuración del Eje 4 Norte, respectivamente, siendo las intervenciones más recientes.

## Características

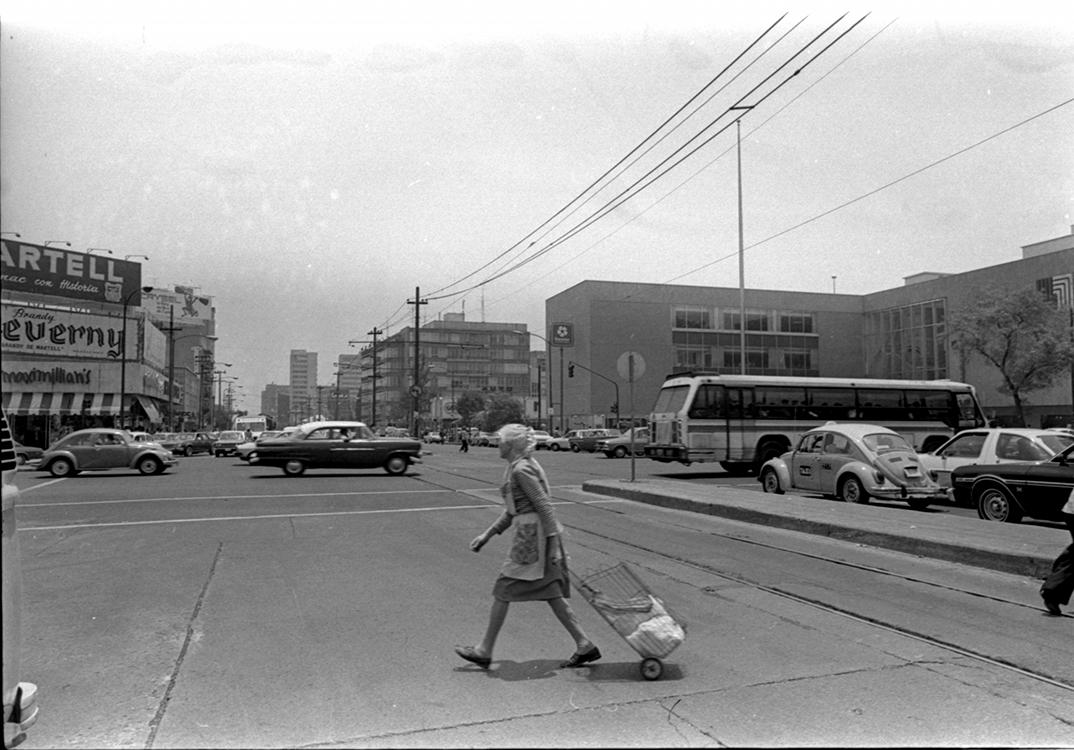
El cruce de Félix Cuevas e Insurgentes Sur, poco antes de su transformación del Eje 7 Sur en 1978.

Las características que definen la estructura y operación de un eje vial son las siguientes:

### Configuración unidireccional
La mayoría de los ejes viales fueron diseñados para operar en un solo sentido de circulación. Esta configuración permite distribuir la carga vehicular de manera ordenada al optimizar la circulación en las direcciones norte-sur y oriente-poniente, facilitando la coordinación semafórica y la priorización del transporte público mediante carriles exclusivos de contraflujo. No obstante, existen ejes que operan en doble sentido a lo largo de todo su recorrido o en determinados tramos, como el Eje Central (en su tramo Av. de los 100 Metros, División del Norte y Av. Aztecas), que funcionan como corredores bidireccionales.
La elección entre configuración unidireccional o bidireccional depende de factores como la capacidad vial, el espacio disponible, la demanda de tránsito y la integración con otras vías principales.

### Carril de contraflujo confinado
Es un carril exclusivo que circula en sentido opuesto al flujo general de la vialidad y está destinado principalmente al transporte público y a vehículos de emergencia. Este carril está delimitado físicamente o mediante señalización para evitar la invasión por parte de vehículos particulares. En algunos ejes viales, este carril permite que trolebuses, autobuses concesionados o unidades RTP y de Metrobús circulen en contraflujo, facilitando la movilidad en ambas direcciones sin afectar el flujo principal.
En ciertas avenidas, los carriles modifican temporalmente el sentido de circulación para atender variaciones en la demanda vehicular durante horas pico, aunque el carril confinado para transporte público mantiene su dirección fija. La regulación vial prohíbe la circulación y estacionamiento de vehículos particulares en estos carriles exclusivos, sancionando las invasiones.

### Coordinación semafórica
Estos corredores cuentan con semaforización sincronizada que favorece un tránsito más fluido y continuo, reduciendo tiempos de espera y conflictos en los cruces.

### Características particulares de algunos ejes viales
- El Eje Central Lázaro Cárdenas, en su tramo de Churubusco a la Avenida de los Cien Metros, posee la mayor parte del Corredor Cero Emisiones, el cual es un sistema que usan solo los trolebuses como transporte único. Usan el tramo de la Avenida de los Cien Metros como alimentador de este mismo por medio de microbuses, autobuses concesionados y de la RTP, así como autobuses de las líneas procedentes de municipios conurbados del Estado de México. Aparte de que aquí corren las líneas 5 y 8 del Metro.
- El Eje 4 Sur, 1 Poniente, 3 Oriente y 5 Norte tienen construidas las líneas 2, 3, 5 y 6 del Metrobús respectivamente, pero solo la 2, 5 y la 6 recorren la extensión total de su respectivo Eje.
- El Eje 1 Poniente hasta el tramo de Santa Cruz Atoyac tiene construida la Línea 3 del Metrobús.
- Los Ejes que cuentan con Metrobús cuentan con un carril de contraflujo para vehículos particulares.
- Como complemento al anterior punto y explicando la particularidad de que en el Eje 4 Sur el mismo sólo tiene circulación en ambos carriles particulares hacia sentido oriente con la prohibición de cambiar el carril de circulación en la marcha, sólo puede escogerse el cuerpo simple colindante con la dirección del Metrobús hacia Tacubaya y el cuerpo de 2 carriles colindante con el sentido oriente del Metrobús.
- Habitualmente algunos ejes viales tienen varios nombres, así que en ocasiones para los capitalinos es común nombrarlos como Eje+Número+Punto Cardinal+Nombre de la avenida en dicho tramo.
- Los ejes Central, 2 Sur, 7 Sur, 3 Norte, 6 Norte, 3 Sur y 8 Sur poseen el servicio de trolebús, mientras que otros son servidos por varias líneas de autobuses concesionados, microbuses y autobuses de la RTP; otras rutas solo usan parte de estas avenidas.
- El Eje 1 Poniente tuvo un carril de contraflujo desde el Hospital de Xoco hasta Avenida Chapultepec, por lo cual las rutas debían usar calles alternas para llegar al tramo Mina-Tenayuca del mismo. Hoy en día, el contraflujo que no se había usado en 14 años se reactivó, con motivo del funcionamiento de la línea 3 del Metrobús. No obstante, el tramo Rosales - Avenida Cuauhtémoc cuenta con el carril de contraflujo para brindar una ruta más directa pero un poco peligrosa, debido a que ese tramo no se planeó para alojar un carril de contraflujo.
- Desde su creación, el Eje 3 Norte se toma en cuenta como una carretera federal, ya que continúa por los fraccionamientos del municipio de Naucalpan como lo es el Fracc. Pastores, Fracc. Bosque y Hacienda de Echegaray y finalmente se convierte en la Súper Avenida Lomas Verdes, hasta llegar al punto más alto de esta misma avenida, esto dentro del Estado de México. Si se continúa al oriente, se convierte en la Autopista Peñón-Texcoco, la cual finaliza cerca de la cabecera municipal de Texcoco, específicamente en la intersección con la carretera Texcoco-Lechería.
- Los Ejes 6 Norte, 1 y 1A Sur, 9 Sur, 4A Poniente, 6 Poniente, 4 Oriente, 6 Oriente y 7 Oriente son Ejes Viales segmentados y a veces no se toman en cuenta como Ejes Viales, lo que provoca que se desconozcan como tales.
- Los Ejes 2 y 3 poniente se distinguen por no tener estaciones del metro cercanas o instaladas en gran parte del trayecto (salvo su cruce con la Estación Coyoacán cerca del Circuito Interior). Sólo el 3 Poniente en Amores tiene cruce con la Línea 2 del Metrobús con la estación homónima instalada en el Eje 4 Sur; debiéndose principalmente a que estos 2 ejes cruzan zonas residenciales de clase media-alta en ciertas partes del recorrido.
- Las secciones Thiers, Río Missisipi y Sevilla del Eje 3 Poniente, tienen servicio de autobús hacia la estación homónima del metro, esto en función de cubrir la ruta Metro Sevilla - Moliere de forma más concreta puesto que recibe de forma más natural el tráfico proveniente de la Avenida Ejército Nacional.

Como tal en todos los ejes viales corrieron líneas de trolebús, se puede identificar fácilmente donde pasaron debido a que en la mayoría aún hay presencia de postes verdes de trolebús, o bien, algunas señalizaciones antiguas.

## Ejes viales

### Discrepancias en los tramos de los ejes viales
Existen diversas fuentes que presentan información contradictoria sobre los tramos que componen los ejes viales. Por ejemplo, algunas indican la existencia de los Ejes 6 y 7 Oriente, mientras que otras no los incluyen. Asimismo, en el caso de tramos sin continuidad, se presentan como parte del mismo eje vial, a pesar de que en otras fuentes se mencionen como parte de un eje diferente. Estas discrepancias pueden deberse a distintos criterios de clasificación y a la evolución de la infraestructura vial a lo largo del tiempo. A pesar de que algunos no son conocidos con el nombre de eje vial ni cuentan con señalización en las vías, también se consideran como tales en fuentes oficiales.

### Listado de ejes viales
| Nombre         | Nomenclatura | Inicia                       | Termina                  |
| -------------- | --- | ---------------------------- | ------------------------ |
| Eje Central    | Del Imán, Aztecas, Candelaria, División del Norte, Ajusco, Lázaro Cárdenas, De Los 100 Metros | Insurgentes Sur              | Río de los Remedios      |
| Eje 1 Oriente  | Centenario, Mariano Arista, Ferrocarril Hidalgo, Boleo, Del Trabajo, Vidal Alcocer, Anillo de Circunvalación, Del Canal, La Viga, Andrés Molina Enríquez, Sur 81, Vía Láctea, Cerro de las Torres, Canal de Miramontes                          | Río de los Remedios          | Adolfo Ruiz Cortines     |
| Eje 2 Oriente  | Canal de Miramontes, Heroica Escuela Naval Militar, La Viga, Congreso de la Unión, Centenario | Adolfo Ruiz Cortines         | Río de los Remedios      |
| Eje 3 Oriente  | Ingeniero Eduardo Molina, Ignacio Zaragoza, Francisco del Paso y Troncoso, Azúcar, Francisco del Paso y Troncoso, Cinco (5), Arneses, Carlota Armero, Armada de México, Cafetales                                                               | Adolfo Ruiz Cortines         | Río de los Remedios      |
| Eje 4 Oriente  | Canal del Río Churubusco, Río Churubusco | Río Churubusco               | Calle 7                  |
| Eje 5 Oriente  | Javier Rojo Gómez, Central | Ermita Iztapalapa            | Talleres Gráficos        |
| Eje 7 Oriente  | Juan Crisóstomo Bonilla, Guelatao, Calle 39 | Texcoco                      | Ermita Iztapalapa        |
| Eje 1 Poniente | 3-A, Vallejo, Prolongación Guerrero, Guerrero, Rosales, Bucareli, Cuauhtémoc, México-Coyoacán | Acueducto Tlalnepantla       | Río Churubusco           |
| Eje 2 Poniente | Coyoacán, Universidad, Gabriel Mancera, Obrero Mundial, Monterrey, Florencia, Río Tíber, Bahía de la Ascensión | Río Churubusco               | Marina Nacional          |
| Eje 3 Poniente | Thiers, Río Mississipi, Sevilla, Salamanca, Álvaro Obregón, Yucatán, Medellín, Amores, Colonia Del Valle, Coyoacán | Río San Joaquín              | Río Churubusco           |
| Eje 4 Poniente | De Las Granjas, Cuitláhuac, Mariano Escobedo, Maestro José Vasconcelos, Revolución | Deportivo Reynosa            | San Jerónimo             |
| Eje 5 Poniente | Alfonso Caso Andrade, Alta Tensión, Escuadrón 201, Sur 122, Poniente 83, Sur 128, Camino de los Toros | Rómulo O'Farril              | Constituyentes           |
| Eje 6 Poniente | Ferrocarriles Nacionales, Los Ángeles, Fresno, 16 de Septiembre, Tezozómoc, Camino a Santa Lucía, Ingenieros Militares, Rodolfo Gaona, Ingenieros Militares                                                                                     | De Las Culturas              | Manuel Ávila Camacho     |
| Eje 7 Poniente | De Las Armas, Industria Nacional, Calle 5, Calle 4 | De Las Culturas              | Manuel Ávila Camacho     |
| Eje 1 Norte    | De Los Maestros, José Antonio Alzate, Mosqueta, Ignacio López Rayón, Héroes de Granaditas, Del Trabajo, Albañiles, Norte 17, Hangares, Fuerza Aérea Mexicana, Miguel Lebrija, Talleres Gráficos, Xochimilco                                     | Salvador Diaz Mirón          | Calle 7                  |
| Eje 2 Norte    | Transvaal, Oceania, Transvaal, Canal del Norte, Manuel González, Eulalia Guzmán, Camarones, Biólogo Maximino Martínez | Río Consulado                | Cuitláhuac               |
| Eje 3 Norte    | San Isidro, Manuel Acuña, Santa Apolonia, 16 de Septiembre, Camarones, Cuitláhuac, Ingeniero Alfredo Robles Domínguez, Noé, Ángel Albino Corzo (Oriente 101), 506, 602                                                                          | De Las Armas                 | Vía Tapó Express         |
| Eje 4 Norte    | Hacienda del Rosario, Aquiles Serdán, Mimosas, Refinería Azcapotzalco, Ferrocarriles Nacionales, De Guadalupe, Azcapotzalco-La Villa, Poniente 128, Fortuna, Euzkaro, Talismán, 510, 412                                                        | De Las Armas                 | 608                      |
| Eje 5 Norte    | 412, Río de Guadalupe, San Juan de Aragón, 5 de Febrero, Cantera, De Los Misterios, Montevideo, Poniente 140, Deportivo Reynosa, Andrés Henestrosa, De Las Culturas                                                                             | 608                          | De Las Armas             |
| Eje 1 Sur      | Francisco Morazán, Fray Servando Teresa de Mier, Dr. Río de la Loza, Chapultepec, Pedro Antonio de los Santos | Río de la Piedad             | Maestro José Vasconcelos |
| Eje 1A Sur     | Topacio, San Pablo, José María Izazaga, Arcos de Belén, Chapultepec | Fray Servando Teresa de Mier | Bucareli                 |
| Eje 2 Sur      | Juan Escutia, Nuevo León, Álvaro Obregón, Yucatán, Querétaro, Dr. Olvera, Manuel José Othón, José Tomás Cuéllar, Del Taller | Maestro José Vasconcelos     | Jesús Galindo y Villa    |
| Eje 2A Sur     | Yucatán, San Luis Potosí, Dr. Balmis, Manuel Payno, José Tomás Cuéllar, Ramón Isaac Aldana, Francisco Javier Clavijero | Monterrey                    | Del Taller               |
| Eje 3 Sur      | Canal de Tezontle, Ferrocarril de Río Frío, Vainilla, Añil, Morelos, Chabacano, José Peón Contreras, Dr. Ignacio Morones Prieto, Baja California, Benjamín Franklin, Agustín Vicente Eguía                                                      | Canal de San Juan            | Parque Lira              |
| Eje 4 Sur      | Agustín Vicente Eguía, Benjamín Franklin, Tehuantepec, Chilpancingo, Coyoacán, Rafael Dondé, Xola, Napoleón, Plutarco Elías Calles, Té, San Rafael Atlixco, Canal de Tezontle                                                                   | Parque Lira                  | Canal de San Juan        |
| Eje 5 Sur      | De Las Torres, Circunvalación, Marcelino Buendía, Leyes de Reforma, Canal de Río Churubusco, Santa María la Purísima, Playa Villa del Mar, 1.º de Mayo, Gabriel Ramos Millán, Eugenia, Colonia Del Valle, San Antonio, Prolongación San Antonio | México-Puebla                | Alta Tensión             |
| Eje 6 Sur      | Prolongación San Antonio, San Antonio, Tintoreto, Holbein, Ángel Urraza, Independencia, Cumbres de Maltrata, Morelos, Playa Pie de la Cuesta, Cardiólogos, Trabajadores Sociales, Jalisco, Luis Méndez, De Las Torres                           | Alta Tensión                 | México-Puebla            |
| Eje 7 Sur      | Municipio Libre, Félix Cuévas, Extremadura | Río Churubusco               | Revolución               |
| Eje 7A Sur     | Oriente 172, Emiliano Zapata | Río Churubusco               | Municipio Libre          |
| Eje 8 Sur      | José María Rico, Popocatépetl, Ermita Iztapalapa | Río Mixcoac                  | Ignacio Zaragoza         |
| Eje 9 Sur      | Tasqueña, Miguel Ángel de Quevedo | Tláhuac                      | Insurgentes Sur          |
| Eje 10 Sur     | Carretera a Santa Catarina, Ojo de Agua, Vicente Guerrero, Tláhuac, Santa Ana, La Virgen | México-Puebla                | De Tlalpan               |
| Eje 10 Sur     | Pedro Henríquez Ureña, Copilco, Río Magdalena, Canoa, San Jerónimo | Aztecas                      | Adolfo López Mateos      |
| Eje 10A Sur    | San Jerónimo, Universidad | San Jerónimo                 | Copilco                  |

### Centro

#### Eje Central
Vialidad: Sur-Norte y Doble Sentido (Solo Av. de los 100 Metros, División del Norte y Av. Aztecas)
- Av. Del Imán [Desde Anillo Periférico (Blvd. Adolfo Ruíz Cortines) / Av. Insurgentes Sur hasta Av. Antonio Delfín Madrigal].
- Av. Aztecas [Desde Av. Antonio Delfín Madrigal hasta Eje 10 Sur (Av. Pedro Henríquez Ureña)].
- Calz. De La Candelaria [Desde Eje 10 Sur (Av. Pedro Henríquez Ureña) hasta incorporarse en Av. División del Norte].
- Av. División del Norte [Desde la incorporación de Calz. De La Candelaria hasta Circuito Interior Bicentenario (Av. Río Churubusco) funciona como nexo entre Av. Aztecas y Lázaro Cárdenas].
- Av. Lázaro Cárdenas [Desde Circuito Interior Bicentenario (Av. Río Churubusco) hasta Calz. Paganini / Av. Insurgentes Norte]
- Av. Lázaro Cárdenas (Av. De los 100 Metros) [Desde Calz. Paganini / Av. Insurgentes Norte hasta Anillo Periférico (Av. Acueducto de Tenayuca / Av. Río Tlalnepantla)].

Los tramos Av. Aztecas y Av. Lázaro Cárdenas (Av. De los 100 Metros) circulan en doble sentido, en el caso de Av. De los 100 Metros este se encuentra separado por el derecho de vía del Metro hasta la Av. Miguel Othón De Mendizábal (Av. De las Torres). Luego ese mismo espacio se ocupa para una futura expansión del mismo Metro hasta Av. Río de los Remedios. A partir de ese punto tiene un carril de contraflujo hasta su culminación en el Anillo Periférico (Av. Acueducto de Tenayuca)

### Norte

#### Eje 1 Norte
Vialidad: Poniente-Oriente y Doble Sentido
- Av. José Antonio Alzate [Desde Av. de los Maestros hasta Av. Insurgentes Norte]
- Av. Mosqueta [Desde Av. Insurgentes Norte hasta Paseo de la Reforma / Eje Central (Av. Lázaro Cárdenas)]
- Av. Ignacio López Rayón [Desde Paseo de la Reforma / Eje Central (Av. Lázaro Cárdenas) hasta Jesús Carranza]
- Av. Héroe de Granaditas [Desde Jesús Carranza hasta Eje 1 Oriente (Av. Vidal Alcocer)]
- Av. Del Trabajo [Desde Eje 1 Oriente (Av. Vidal Alcocer) hasta Eje 2 Oriente (Av. H. Congreso de la Unión)]
- Av. Albañiles [Desde Eje 2 Oriente (Av. H. Congreso de la Unión) hasta Eje 3 Oriente (Av. Ing. Eduardo Molina) en el doble sentido hasta Eje Troncal Metropolitano (Av. Oceanía)]
- Av. Norte 17 [Desde Eje Troncal Metropolitano (Av. Oceanía) hasta Circuito Interior Bicentenario (Blvd. Puerto Aéreo)].
- Av. Fuerza Aérea Mexicana [Desde Circuito Interior Bicentenario (Blv. Puerto Aéreo) hasta Alberto Santos Dumont]
- Av. Miguel Lebrija [Desde Alberto Santos Dumont hasta Eje 4 Oriente (Av. Canal de Río Churubusco)].
- Av. Talleres Gráficos [Desde Eje 4 Oriente (Av. Canal de Río Churubusco) hasta Calle 2].
- Av. Xochimilco [Desde Calle 2 hasta Anillo Periférico (Calle 7)]

#### Eje 2 Norte
Vialidad: Oriente-Poniente
- Av. Transvaal [Desde Circuito Interior Bicentenario (Av. Río Consulado) hasta Av. Oceanía donde el camellón es ampliado hasta Av. Gran Canal]
- Av. Canal del Norte [Desde Av. Gran Canal hasta Paseo de la Reforma / Calz. De los Misterios/Calz. De Guadalupe]
- Av. Manuel González [Desde Paseo de la Reforma hasta Av. Insurgentes Norte]
- Av. Profa. Eulalia Guzmán [Desde Av. Insurgentes Norte hasta Calz. Camarones]
- Av. Biólogo Maximino Martínez [Desde Calz. Camarones hasta Eje 4 Poniente (Av. Cuitláhuac)]

La Avenida 604, en la Alcaldía Gustavo A. Madero, recorre de Avenida 699 hasta Avenida 602, y es constantemente nombrada como Eje 2 Norte por la continuacion de eje vial a lo largo de su extensión. A pesar de esto, no tiene continuidad con el Eje 2 Norte debido a que ninguna de sus salidas corresponde a iniciar con el eje vial, por lo que no se considera parte del Eje Vial.

#### Eje 3 Norte
Vialidad: Doble Sentido
- Calz. San Isidro [Desde Eje 7 Poniente (Calz. de Las Armas) hasta su división en Calz. Tochtli]
- Calz. Tochtli (PTE - OTE) [Desde su división en Calz. San Isidro hasta su unión en Camino a Santa Lucía]
- Calz. San Isidro (OTE - PTE) [Desde Av. Ferrocarriles Nacionales hasta su unión con Calz. Tochtlí]
- Av. Santa Apolonia (PTE - OTE) [Desde su unión en Camino a Santa Lucía hasta Av. Aquiles Serdán]
- Av. Manuel Acuña (OTE - PTE) [Desde Av. Aquiles Serdán hasta Ferrocarriles Nacionales]
- Av. 16 de Septiembre [Desde Av. Aquiles Sérdan hasta Av. 22 de Febrero]
- Calz. Camarones [Desde Av. 22 de Febrero hasta Eje 4 Poniente (Av. de las Granjas)]
- Av. Cuitláhuac [Desde Eje 4 Poniente (Av. de las Granjas) hasta Av. Insurgentes Norte / Av. Instituto Politécnico Nacional / Eje Central (Av. Lázaro Cárdenas/Av. de los 100 Metros)]
- Av. Ing. Alfredo Robles Domínguez [Desde Av. Insurgentes Norte / Av. Instituto Politécnico Nacional / Eje Central (Av. Lázaro Cárdenas/Av. de los 100 Metros) hasta Calz. de Guadalupe]
- Av. Noé [Desde Calz. de Guadalupe hasta Eje 1 Oriente (Av. Ferrocarril Hidalgo)]
- Av. Ángel Albino Corzo / Av. Oriente 101 [Desde Eje 1 Oriente (Av. Ferrocarril Hidalgo hasta Avenida 503]
- Avenida 506 (PTE - OTE) [Desde Avenida 503 hasta Eje Troncal Metropolitano (Av. Oceanía/Avenida 608)]

En el diseño original planeado para este Eje Vial, al término de la Avenida 506, la Avenida 608 y posteriormente la Av. Carlos Hank González, esta última ubicada en el Estado de México, eran identificadas como parte del Eje 3 Norte esto debido a que desde Av. Oceanía un letrero identifica a la Av. 613 como Eje 3 Norte, sin embargo su posición geográfica no corresponde a la del Eje Vial ni la de Av. 608 ni la de Av. 613. Actualmente aún así lo marca la Guía Roji. También en el mismo se pensaba extender como vialidad para cruzar la Ciudad de México, comenzando en ambas direcciones desde el Anillo Periférico.

#### Eje 4 Norte
Vialidad: Poniente-Oriente y Doble Sentido
- Av. Mimosas (PTE - OTE) [Desde Aquiles Serdán hasta Eje 6 Poniente (Av. 16 de Septiembre)]
- Av. Ahuehuetes (OTE - PTE) [Desde Eje 6 Poniente (Av.16 de Septiembre) hasta Av. Aquiles Serdán]
- Av. Refinería Azcapotzalco (PTE - OTE) [Desde Eje 6 Poniente (Av. 16 de Septiembre) hasta Ferrocarriles Nacionales]
- Av. Esperanza (OTE - PTE) [Desde Ferrocarriles Nacionales hasta Eje 6 Poniente (Av. 16 de Septiembre)]
- Ant. Calz. de Guadalupe (PTE-OTE) [Desde Ferrocarriles Nacionales hasta Av. 22 de Febrero]
- Av. Refinería Azcapotzalco (OTE-PTE) [Desde Av. 22 de Febrero hasta Ferrocarriles Nacionales]
- Ant. Calz. de Guadalupe [Desde Av. 22 de Febrero hasta incorporarse la Calz. Azcapotzalco - La Villa]
- Calz. Azcapotzalco - La Villa [Tras incorporarse a la Ant. Calz. De Guadalupe hasta su intersección con Av. Poniente 128]
- Av. Poniente 128 [Desde su intersección en Calz. Azcapotzalco - La Villa hasta Eje Central (Av. Lázaro Cárdenas/Av. De los 100 Metros)]
- Av. Fortuna [Desde Eje Central (Av. Lázaro Cárdenas/Av. De los 100 Metros) hasta Av. Insurgentes Norte]
- Av. Euzkaro [Desde Av. Insurgentes Norte hasta Calz. de Guadalupe].
- Av. Talismán [Desde Calz. de Guadalupe hasta Eje 1 Oriente (Ferrocarril Hidalgo) en el doble sentido hasta Av. Gran Canal]
- Avenida 510 [Desde Av. Gran Canal hasta anexarse al Eje 5 Norte (Av. 412)].

En el diseño original planeado para este Eje Vial; este iniciaba en Hacienda del Rosario y Hacienda de Sotelo, para posteriormente continuar en Av. del Rosario, Av. Real de San Martín, Av. Miguel Hidalgo, y posteriormente un puente vehicular -nunca construido- que comunicaría la vialidad con Poniente 128, pasando sobre las vías del Ferrocarril Central y Ceylán.

#### Eje 5 Norte
Vialidad: Oriente-Poniente y Doble Sentido
- Avenida 412 (OTE-PTE) [Desde Eje Troncal Metropolitano (Av. 608/Av. Central/Av. Carlos Hank González) hasta su división en Eje 4 Norte (Av. 510) (Se consideran como Ejes 4 y 5 Norte)]
- Avenida 412 [Desde su división Eje 4 Norte (Av. 510) hasta Av. José Loreto Fabela]
- Av. Rio de Guadalupe [Desde Av. José Loreto Fabela hasta Emiliano Zapata]
- Calz. San Juan de Aragón [Desde Emiliano Zapata hasta Eje 2 Oriente (Av. H. Congreso de la Unión) y en sentido extendido hasta anexarse en Av. 5 de Febrero]
- Av. 5 de Febrero [Desde el anexo de Calz. San Juan de Aragón hasta Av. Gral. Martin Carrera]
- Av. Cantera [Desde Av. Gral. Martin Carrera hasta Calz. De los Misterios / Calz. Ticomán]
- Calz. De Los Misterios [Desde Calz. Ticomán hasta anexarse a Av. Montevideo]
- Av. Montevideo [Desde Calz. De los Misterios hasta Eje Central (Av. Lázaro Cárdenas/Av. de los 100 Metros)]
- Av. Poniente 140 [Desde Eje Central (Av. Lázaro Cárdenas/Av. De los 100 Metros hasta Av. Ceylán]
- Av. Deportivo Reynosa [Desde Av. Ceylán hasta Eje 6 Poniente (Av. Ixtacala/Ferrocarriles Nacionales)]
- Av. Lic. Andrés Henestrosa [Desde Eje 6 Poniente (Av. Ixtacala/Ferrocarilles Nacionales) hasta Av. Benito Juárez]
- Av. de las Culturas [Desde Eje 6 Poniente (Av. Ixtacala) / Av. Benito Juárez hasta Eje 7 Poniente (Calz. De las Armas) / Av. Aquiles Serdán]

Los tramos Avenida 412, Río de Guadalupe, San Juan de Aragón y Av. de las Culturas cuentan con doble sentido. Para la Calzada San Juan de Aragón, el doble sentido se extiende desde Río de Guadalupe hasta su cruce con los Ejes 1 y 2 Oriente.
Existe una gran confusión en el punto exacto en el que inicia la Calzada San Juan de Aragón y Río de Guadalupe. El Eje Vial lleva por el nombre Río de Guadalupe, a partir del cruce con José Loreto Fabela (hacia el Poniente), hasta la "Y" en la que Río de Guadalupe se separa de la Calzada San Juan de Aragón (justo frente al DIF "Francisco Zarco" en el pueblo de San Juan de Aragón), en este punto, el Eje Vial continúa como Calzada San Juan de Aragón.
Desde el 2017, recorre sobre este eje, el sistema de transporte público Metrobús, con derecho de vía. La línea 6, de color rosa, comienza en la estación del Metro Villa de Aragón (Línea B), sigue sobre todo el eje y termina en la estación del Metro Rosario (Líneas 6 y 7). Además, el puente que comunica la sección Poniente 140 con la sección Deportivo Reynosa, es uno de los más largos pasos vehiculares elevados contando con aproximadamente 500 m de longitud y 5 carriles.

#### Eje 6 Norte
Vialidad: Doble Sentido (Segmentada Inconclusa)
- Poniente 152 [Desde Av. Ceylan hasta Eje 1 Pte. (Calz. Vallejo)]
- Miguel Othón de Mendizábal / Las Torres [Desde Eje 1 Poniente hasta Miguel Bernard]
- Miguel Bernard [Desde Miguel Othón de Mendizábal hasta Juan de Dios Bátiz]
- Juan de Dios Bátiz [Desde Miguel Bernard hasta Calzada Ticomán]
- Calz. Ticomán [Desde Juan de Dios Bátiz hasta Insurgentes Norte]
- Prolongación Misterios [Desse Insurgentes Norte hasta Calzada de los Misterios]
- Av. Cantera [Técnicamente el Eje 5 Nte pero sirve de continuidad. Desde Calz. de los Misterios hasta Gral. Martín Carrera (Se les consideran los Ejes 5 y 6 Norte)]
- Gral. Martín Carrera [Desde Abasolo hasta Eje 1 y 2 Oriente (Av. Centenario)]
- Oriente 157 [Desde Gral. Martín Carrera hasta el Eje 3 Ote. Eduardo Molina)]
- Eduardo Molina [Técnicamente es el Eje 3 Ote pero sirve de continuidad. Desde Oriente 157 hasta Avenida 306]
- Avenida 306 [Desde Eje 3 Oriente Eduardo Molina hasta Av. Gran Canal]
- Villa de Ayala [Desde Av. Gran Canal hasta Estado de Veracruz en los límites de la Ciudad de México]

Debido a que la adaptación y acondicionamiento de estas vialidades no se concluyó, este eje no cuenta con la infraestructura, dimensiones y características de los demás Ejes viales. oficialmente el Reglamento de Tránsito de la Ciudad de México considera al Eje 6 Norte solo desde prolongación Misterios hasta Villa de Ayala

### Sur

#### Eje 1 Sur
Vialidad: Poniente-Oriente y Doble Sentido
- Av. Chapultepec [Desde Circuito Interior Bicentenario (Av. Mtro. José Vasconcelos) hasta Eje 1 Poniente (Av. Cuauhtémoc)]
- Av. Dr. Río de la Loza [Desde Eje 1 Poniente (Av. Cuauhtémoc) hasta Eje Central (Av. Lázaro Cárdenas)]
- Av. Fray Servando Teresa de Mier [Desde Eje Central (Av. Lázaro Cárdenas) hasta Topacio donde en doble sentido hasta Circuito Interior Bicentenario (Blvd. Puerto Aéreo)]
- Av. Francisco Morazán / Av. 8 [Desde Circuito Interior Bicentenario (Blvd. Puerto Aéreo hasta Viaducto Río de la Piedad]

#### Eje 1A Sur
Vialidad: Oriente-Poniente
- Av. San Pablo [Desde Eje 1 Oriente (Av. Anillo de Circunvalación) hasta Correo Mayor]
- Av. José María Izazaga [Desde Correo Mayor hasta Eje Central (Av. Lázaro Cárdenas)]
- Av. Arcos de Belén [Desde Eje Central (Av. Lázaro Cárdenas) hasta Av. Balderas)]
- Av. Chapultepec (OTE-PTE) [Desde Av. Balderas hasta Eje 1 Poniente (Av. Bucareli)].

En el diseño original planeado para este eje vial se estipula crear una avenida que conectara a San Pablo con Fray Servando a través del Eje 2 Oriente.

#### Eje 2 Sur
Vialidad: Poniente-Oriente y Doble Sentido
- Av. Juan Escutia [Desde Circuito Interior Bicentenario (Av. Mtro. José Vasconcelos) hasta incorporarse a la Av. Nuevo León]
- Av. Nuevo León [Desde la incorporación de Av. Juan Escutia hasta incorporarse a la Av. Álvaro Obregón en el Eje 3 Poniente (Av. Salamanca)]
- Av. Álvaro Obregón [Tras incorporarse la Av. Nuevo León en el Eje 3 Poniente (Av. Salamanca) hasta retomar la Av. Yucatán (Esta avenida anexa a los Ejes 2 Sur y 3 Poniente)]
- Av. Yucatán [Desde Álvaro Obregón hasta Eje 2 Poniente (Av. Monterrey)]
- Av. Querétaro [Desde Eje 2 Poniente (Av. Monterrey) hasta Eje 1 Poniente (Av. Cuauhtémoc)]
- Av. Dr. Olvera [Desde Eje 1 Poniente (Av. Cuauhtémoc) hasta Eje Central (Av. Lázaro Cárdenas)]
- Av. Manuel José Othón [Desde Eje Central (Av. Lázaro Cárdenas) hasta Isabel La Católica incorporándose a la Av. José Tomás Cuéllar)]
- Av. José Tomás Cuéllar [Desde Isabel la Católica donde se incorpora la Av. Manuel José Othon hasta Calz. San Antonio Abad]
- Av. Del Taller [Desde Calz. San Antonio Abad hasta Eje 3 Oriente (Av. Francisco del Paso y Troncoso), en el doble sentido hasta Circuito Interior (Av. Jesús Galindo y Villa)]

Desde un principio, el Eje 2 Sur daría inicio en la Av. Yucatán combinando sus flujos con el Eje 3 Poniente y está tendría continuación hasta Coahuila, donde cambiaría su nomenclatura por Antonio M. Anza, Dr. Márquez, Juan A. Mateos, Topacio y retomaría la vialidad Av. del Taller. Su finalización sería en Eje 3 Oriente (Av. Francisco del Paso y Troncoso).

#### Eje 2A Sur
Vialidad: Poniente-Oriente
- Av. Yucatan' [Desde Eje 2 Poniente (Av. Monterrey) hasta incorporarse a la Av. San Luis Potosí]
- San Luis Potosí [Desde Av. Yucatán hasta Eje 1 Poniente (Av. Cuauhtémoc)]
- Av. Dr. Balmis [Desde Eje 1 Poniente hasta Eje Central (Av. Lázaro Cárdenas)]
- Av. Manuel Payno [Desde Eje Central (Av. Lázaro Cárdenas) hasta 5 de Febrero)]
- Av. José Tomás Cuéllar [Desde 5 de Febrero hasta José Antonio Torres (Este tramo también se consideran los Ejes 2 y 2A Sur, por el paso a desnivel)].
- Av. Ramón I. Aldana [Desde José Antonio Torres hasta Francisco J. Clavijero]
- Av. Francisco J. Clavijero [Desde Ramón I. Aldana hasta Av. del Taller]

El tramo Av. del Taller cuenta con doble sentido a partir del Eje 3 Oriente (Av. Francisco del Paso y Troncoso) hasta Circuito Interior Av. Jesús Galindo y Villa.
A pesar de que la Avenida de los Constituyentes es la extensión natural de este Eje Vial, no se considera parte de éste.

#### Eje 3 Sur
Vialidad: Oriente-Poniente
- Av. Ferrocarril de Río Frio [Desde Oriente 255 donde se se para del Canal de Tezontle hasta Eje 4 Oriente (Av. Canal de Río Churubusco)].
- Av. Vainilla [Desde Eje 4 Oriente hasta Calle Canela]
- Av. Añil [Desde Calle Canela hasta Viaducto Río de la Piedad]
- Av. Morelos [Desde Viaducto Río de la Piedad hasta Eje 1 Oriente (Calz. De La Viga)]
- Calz. Chabacano [Desde Eje 1 Oriente (Calz. de la Viga) hasta Calz. San Antonio Abad]
- Av. José Peón Contreras [Desde Calz. San Antonio Abad hasta Eje Central (Lázaro Cárdenas)]
- Av. Dr. Ignacio Morones Prieto [Desde Eje Central (Lázaro Cárdenas) hasta Eje 1 Poniente (Av. Cuauhtémoc)]
- Av. Baja California [Desde Eje 1 Poniente (Av. Cuauhtémoc) hasta Circuito Interior (Av. Patriotismo) / Eje 4 Sur (Av. Benjamín Franklin)]

Desde 2014 la avenida vuelve a contar con un servicio de transporte público de mejor capacidad, gracias a la apertura del Corredor «Tacubaya-La Valenciana» con la empresa SAUSA (misma que brinda recorridos desde Metro Tacubaya a esta misma colonia así como también a la estación del metro Puebla, esto ocupando el carril de contraflujo disponible y reactivado desde el tramo ubicado en Baja California hasta Añil brindando una alternativa a la saturación de la Línea 9 del Metro así como la línea 2 del Metrobús. 

#### Eje 4 Sur
Vialidad: Poniente-Oriente
- Av. Gobernador Agustín Vicente Eguia (PTE-OTE) [Desde Av. Parque Lira hasta Circuito Interior (Norte a Sur) (Av. Mtro. José Vasconcelos)].
- Av. Benjamín Franklin [Desde Circuito Interior (Sur a Norte) hasta Av. Nuevo León]
- Av. Tehuantepec [Desde Av. Nuevo León hasta incorporarse a Av. Chilpancingo]
- Av. Chilpancingo [Desde la incorporación de Tehuantepec hasta Viaducto Miguél Alemán]
- Av. Coyoacán [Desde Viaducto Miguél Alemán hasta incorporarse a Rafael Dondé)]
- Av. Rafael Dondé [Desde Av. Coyoacán hasta Mier y Pesado donde se incorpora a Xola]
- Av. Xola [Desde la incorporación de Rafael Donde en Mier y pesado hasta Calzada de Tlalpan]
- Av. Napoleón [Desde Calz. de Tlalpan hasta incorporarse a la Av. Presidente Plutarco Elías Calles]
- Av. Presidente Plutarco Elías Calles [Desde la incorporación de Av. Napoleón hasta Circuito Interior (Av. Río Churubusco)]
- Avenida Té [Desde Circuito Interior hasta Eje 4 Oriente (Av. Canal de Río Churubusco)].
- Av. San Rafael Atlixco [Desde Eje 4 Oriente hasta incorporarse a Av. Canal de Tezontle a la altura del Eje 5 Oriente (Av. Lic. Javier Rojo Gómez)].
- Av. Canal de Tezontle [Desde la incorporación de Av. San Rafael Atlixco en el Eje 5 Oriente hasta Eje 3 Sur (Av. Ferrocarril de Río Frío) llegando al Anillo Periférico (Blvd. Canal de San Juan)]

La Avenida Presidente Plutarco Elías Calles en su extensión de Sur a Norte, previo a integrarse al Eje 4 Sur para darle nombre, también es rotulada como Eje 4 Sur a partir de su cruce con el Eje 8 Sur hasta su integración con Napoleón, donde realmente pasa a formar parte del Eje Vial.

#### Eje 5 Sur
Vialidad: Oriente-Poniente
- Av. De Las Torres (OTE-PTE) [desde Autopista México-Puebla hasta Vicente Guerrero / Av. Circunvalación (Este tramo se les consideran los Ejes 5 y 6 Sur)].
- Av. Circunvalación [Desde su separación de Av. de las Torres hasta Calle 12]
- Av. Prol. Marcelino Buendía [Desde Calle 12 hasta Anillo Periférico (Blvd. Canal de San Juan)].
- Av. Leyes de Reforma [Desde Anillo Periférico hasta Eje 4 Oriente (Av. Canal de Río Churubusco)].
- Av. Santa María La Purísima [desde Eje 4 Oriente hasta Eje 2 Oriente (Calzada de La Viga)].
- Av. Playa Villa del Mar [Desde Eje 2 Oriente hasta Av. Presidente Plutarco Elías Calles]
- Av. 1° de Mayo [Desde Av. Pdte. Plutarco Elías Calles hasta Calzada del Tlalpan]
- Av. Gabriel Ramos Millán [Desde Calz. del Tlalpan hasta Eje Central Lázaro Cárdenas]
- Av. Eugenia [Desde Eje Central hasta Av. Colonia del Valle / Av. Providencia]
- Av. Colonia del Valle [Desde Av. Providencia hasta Av. Insurgentes Sur]
- Av. San Antonio [Desde Av. Insurgentes Sur hasta Augusto Rodin]
- Distribuidor Vial San Antonio [Desde Augusto Rodin hasta Circuito Interior (Av. Revolución) donde se incorpora el Eje 6 Sur (Av. Tintoreto)]
- Distribuidor Vial San Antonio (OTE-PTE) [Desde Circuito Interior (Av. Revolución) hasta Anillo Periférico (Blvd. Adolfo López Mateos)]
- Av. Prol. San Antonio (OTE-PTE) [Desde Anillo Periférico hasta Eje 5 Poniente (Av. Alta Tensión) (Este tramo funge como los Ejes 5 y 6 Sur)].

#### Eje 6 Sur
Vialidad: Poniente-Oriente
- Av. Prol. San Antonio (PTE-OTE) [Desde Eje 5 Poniente (Av. Alta Tensión) hasta Anillo Periférico (Blv. Adolfo López Mateos)].
- Distribuidor Vial San Antonio (PTE-OTE) [Desde Anillo Periférico (Blv. Adolfo López Mateos) hasta Circuito Interior (Av. Revolución) donde se incorpora a Av. Tintoreto]
- Av. Tintoreto [Desde Circuito Interior hasta Atlanta)]
- Holbein [Desde Atlanta hasta Av. Insurgentes Sur]
- Ángel Urraza [Desde Av. Insurgentes Sur hasta Eje Central (Av. Lázaro Cárdenas)]
- Av. Independencia [Desde Eje Central hasta Calzada del Tlalpan]
- Av. Morelos [Desde Calz. del Tlalpan hasta Av. Presidente Plutarco Elías Calles)]
- Playa Pie de la Cuesta [Desde Av. Pdte. Plutarco Elías Calles hasta Eje 2 Oriente (Calzada de La Viga)]
- Cardiólogos [Desde Eje 2 Oriente hasta Eje 3 Oriente (Av. Francisco del Paso y Troncoso)]
- Trabajadoras Sociales [Desde Eje 3 Oriente hasta Eje 5 Oriente (Av. Lic. Javier Rojo Gómez)].
- Av. Jalisco [Desde Eje 5 Oriente hasta Sur 23]
- Av. Michoacán [Desde Sur 23 hasta Sur 27]
- Av. Luis Méndez [Desde Sur 27 hasta Eje 7 Oriente (Av. Guelatao)].
- Av. De Las Torres [Desde Eje 7 Oriente hasta Eje 5 Sur Av. Circunvalación]
- 'Av. De Las Torres (PTE-OTE) [Desde la incorporación de Av. Circunvalación hasta la Autopista México-Puebla (Se consideran Ejes 5 y 6 Sur)]

Debido al intenso tránsito que acontece en la Ciudad de México todos los días laborales, tanto el Eje 5 Sur como el Eje 6 Sur, fungen como las "vialidades reversibles", de las 6:00 a las 9:00 horas (horario matutino) y de las 18:00 a las 21:00 horas (horario vespertino), es decir, ambos ejes viales tienen sentido de Oriente a Poniente en las mañanas y de Poniente a Oriente en las tardes.

#### Eje 7 Sur
Vialidad: Oriente-Poniente
- Municipio Libre [Desde Circuito Interior (Av. Río Churubusco) hasta Av. Universidad].
- Av. Félix Cuevas (desde Av. Universidad hasta Av. Insurgentes Sur).
- Av. Extremadura [desde Av. Insurgentes Sur hasta Circuito Interior (Av. Revolución)].

El Tramo Av. Santa Cruz Meyehualco-Oriente 160 cuenta con doble sentido y este tramo no es tomado en cuenta como parte del Eje 7 Sur pero según su orientación se nombra a la Av. Agustín Yañez como Eje 7 Sur, lo mismo sucede con la Av. Atanasio G. Sarabia que es considerada como Eje 7-A Sur.
La avenida Benvenuto Cellini, a pesar de ser la extensión natural de este eje vial, solo su trayecto saliendo desde Av. Revolución hasta su cruce con el Anillo Periférico no se considera parte del eje vial.

#### Eje 7A Sur
Vialidad: Doble Sentido
- Arboledas [desde Circuito Interior Av. Río Churubusco hasta Eje 1 Oriente (Av. Andrés Molina Enríquez)].
- Oriente 172 (desde Eje 1 Oriente hasta Av. Presidente Plutarco Elías Calles).
- Gral. Emiliano Zapata (desde Av. Pdte. Plutarco Elías Calles hasta Av. Universidad).

#### Eje 8 Sur
Vialidad: Poniente-Oriente y Doble Sentido
- José María Rico [desde Av. Insurgentes Sur / Circuito Interior (Av. Río Mixcoac) hasta Av. Universidad].
- Popocatépetl (desde Av. Universidad hasta Calzada de Tlalpan).
- Calzada Ermita-Iztapalapa (desde Calzada de Tlalpan hasta Calz. Ignacio Zaragoza / Carretera Federal México-Puebla).

El tramo de Eje 8 Sur es de doble sentido desde Eje 2 Oriente hasta la Autopista México-Puebla.

#### Eje 9 Sur
Vialidad: Doble Sentido
- Miguel Ángel de Quevedo (desde Av. Insurgentes Sur hasta Calzada del Tlalpan).
- Taxqueña (desde Calz. del Tlalpan hasta Av. Tláhuac).

El Eje 9 Sur no fue señalizado.
Ni Taxqueña ni Miguel Ángel de Quevedo son nombrados como tales en ningún punto.

#### Eje 10 Sur
Vialidad: Doble sentido
- Carretera a Santa Catarina (desde Autopista México-Puebla hasta Av. Carlos Vidal).
- General Pedro María Anaya (NTE - SUR) (desde Carlos Vidal hasta Av. Ojo de Agua).
- Monte de las Cordilleras (SUR - NTE) (desde Av. Antonio Béjar hasta Carretera a Santa Catarina).
- Av. Ojo de Agua (OTE - PTE) (desde Gral. Pedro María Anaya hasta Av. Tláhuac).
- Acueducto (PTE - OTE) (desde Av. Tláhuac hasta San Rafael Atlixco).
- San Rafael Atlixco (PTE - OTE) (desde Acueducto hasta Antonio Béjar).
- Antonio Béjar (PTE - OTE) (desde San Rafael Atlixco hasta Monte de las Cordilleras).
- Tláhuac (OTE - PTE) (desde Av. Ojo del Agua hasta Miguel Hidalgo).
- Av. Tláhuac (desde Miguel Hidalgo hasta Canal Nacional).
- Av. Santa Ana (Calz. De la Salud) [desde Canal Nacional hasta Eje 1 Oriente (Canal de Miramontes)]
- Calzada de la Virgen (desde Eje 1 Ote. (Canal de Miramontes) hasta Calzada del Tlalpan).
- Pedro Henríquez Ureña [desde Eje Central (Avenida Aztecas) hasta Cerro del Agua].
- Copilco (desde Cerro del Agua hasta Av. Universidad).
- Av. Copilco (OTE - PTE) (desde Av. Universidad hasta Av. Insurgentes Sur).
- Rio de La Magdalena (OTE - PTE) (desde Av. Insurgentes Sur hasta Fraternidad).
- Canoa (OTE - PTE) (desde Fraternidad hasta Av. San Jerónimo).
- Av. San Jerónimo (OTE - PTE) (desde Canoa hasta Anillo Periférico Blv. Adolfo Ruiz Cortínes).
- Avenida San Jerónimo (PTE - OTE) (desde Anillo Periférico hasta Av. Insurgentes).
- Avenida Universidad (PTE - OTE) (desde Av. Insurgentes hasta Av. Coplico).

La avenida San Jerónimo cuenta con doble sentido desde Av. Paseo del Pedregal. No existe un tramo que funja como Eje 10 Sur entre la Calzada del Tlalpan y el Eje Central (Monserrat/Candelaria).

### Oriente

#### Eje 1 Oriente
(Vialidad de norte a sur y doble sentido)
- Av. Centenario [Desde Anillo Periférico (Av. Río de los Remedios) hasta Av. Martín Carrera / Oriente 157] (Se consideran los Ejes 1 y 2 Oriente).
- Av. Gral. Mariano Arista [Desde Av. Martín Carrera / Oriente 157 hasta Eje 5 Norte (Calzada San Juan de Aragón)]
- Av. Ferrocarril Hidalgo [Desde Eje 5 Norte hasta Calle Platino) donde se divide en Boleo]
- Av. Boleo [Desde su separación de F.C. Hidalgo en Platino hasta Eje 2 Norte (Av. Canal del Norte)]
- Av. Del Trabajo [Desde Eje 2 Norte hasta Eje 1 Norte (Av. Héroe de Granaditas)]
- Av. Vidal Alcocer [Desde Eje 1 Norte hasta República de Guatemala]
- Av. Anillo de Circunvalación [Desde República de Guatemala hasta Eje 1 Sur (Av. Fray Servando Teresa de Mier]
- Calz. Canal' [Desde Eje 1 Sur hasta su incorporación en Calz. De La Viga]
- Calzada de La Viga [Desde la incorporación de Calz. Canal hasta Eje 3 Sur (Calz. Chabacano)]
- Av. Andrés Molina Enríquez [Desde Eje 3 Sur Calzada Chabacano hasta Circuito Interior Río Churubusco]
- Av. Sur 81 [Desde Circuito Interior Río Churubusco hasta Eje 8 Sur Ermita-Iztapalapa]
- Av. Vía Láctea [Desde Circuito Interior hasta Canal Nacional)]
- Av. Cerro de las Torres [Desde Canal Nacional hasta su incorporación en Canal de Miramontes)]
- Av. Canal de Miramontes [Desde la incorporación de Av. Cerro de las Torres hasta Eje 2 Oriente (Av. Escuela Naval Milita) donde se une a este último y continua hasta el Anillo Periférico (Blvd. Adolfo Ruiz Cortines) / Glorieta de Vaqueritos)]

Los tramos Canal de Miramontes y Andrés Molina Enriquez (Hasta la terminación del Eje 5 Sur) y Av. Centenario cuentan con doble sentido pero, las avenidas Cerro de las Torres y Vía Láctea fungen el contraflujo de dicho carril. La Av. Ferrocarril Hidalgo cuenta con un carril de contraflujo (Libre a cualquier vehículo, de Circuito Interior a Congreso de la Unión).

#### Eje 2 Oriente
(Vialidad de sur a norte y doble sentido)
- Canal de Miramontes (desde Glorieta de Vaqueritos / Anillo Periférico hasta Heroica Escuela Naval Militar)
- Heroica Escuela Naval Militar (desde Av. Canal de Miramontes hasta Canal Nacional).
- Calzada de la Viga (desde Canal Nacional hasta Eje 4 Sur (Av. Presidente Plutarco Elías Calles)).
- Honorable Congreso de la Unión / Inguarán (desde Eje 4 Sur hasta Eje 5 Norte (Calzada de San Juan de Aragón))

Los tramos Canal de Miramontes y Heroica Escuela Naval Militar cuentan con doble sentido. En Heroica Escuela Naval Militar, en doble sentido, termina en Eje 10 Sur Av. Santa Ana.

#### Eje 3 Oriente
(Vialidad de doble sentido)
- Av. Ing. Eduardo Molina (desde Anillo Periférico Río de los Remedios hasta Calz. Ignacio Zaragoza).
- Francisco del Paso y Troncoso (desde Ignacio Zaragoza hasta Viaducto Río de la Piedad).
- Azúcar (desde Viaducto Río de la Piedad hasta Eje 4 Sur (Av. Pdte. Plutarco Elías Calles)).
- Francisco del Paso y Troncoso (desde Eje 4 Sur hasta Eje 6 Sur (Av. Trabajadoras Sociales)).
- Geógrafos (desde Eje 6 Sur hasta Circuito Interior Río Churubusco).
- Avenida 5 (desde Circuito Interior hasta Eje 8 Sur (Calzada Ermita-Iztapalapa)).
- Av. Arneses / Prolongación Arneses (desde Eje 8 Sur hasta Canal Nacional / Calzada Taxqueña).
- Av. Carlota Armero (desde Calz. Taxqueña hasta Calzada de la Virgen).
- Av. Armada de México (desde Calz. de la Virgen a Rancho Vista Hermosa).
- Cafetales (desde Rancho Vista Hermosa hasta Anillo Periférico Adolfo Ruíz Cortínes).

La Línea 5 del Metrobús corre sobre este eje de Río de los Remedios a Cafetales.
Eje Troncal Metropolitano
(Vialidad de doble sentido)
- Av. Oceania (desde Heberto Castillo hasta Circuito Interior)
- Av. 608 (desde Circuito Interior hasta Eje 4 y 5 Norte Av. 412)
- Av. Carlos Hank González /Central (desde Eje 4 y 5 Norte hasta Carretera a Lechería, en Ecatepec, con límite de 80 km/h)

#### Eje 4 Oriente
(Vialidad de doble sentido)
- Av. Canal de Río Churubusco (desde Circuito Interior Río Churubusco hasta Prosperidad).
- Prolongación Río Churubusco (desde Prosperidad hasta Anillo Periférico Calle 7).

La Avenida Hualquila es rotulada también como Eje 4 Oriente en algunos contados letreros y es posible seguir Canal de Río Churubusco en dirección sur hacia Hualquila.

#### Eje 5 Oriente
(Vialidad de doble sentido)
- Av. Central (desde Eje 1 Norte (Av. Talleres Gráficos) hasta Calzada Ignacio Zaragoza).
- Av. Lic. Javier Rojo Gómez (desde Calz. Ignacio Zaragoza hasta Eje 8 Sur (Calz. Ermita-Iztapalapa)).

#### Eje 6 Oriente
(Vialidad, mayormente, de doble sentido; a tramos de norte a sur y a tramos de sur a norte)
- Calle 4 (desde Av. Prosperidad hasta Calzada Ignacio Zaragoza).
- Calz. Ignacio Zaragoza (solo para unir).
- Av. Canal de Rio Churubusco (solo para unir).
- Calz. Ignacio Zaragoza (OTE) solo para unir).
- Oriente 253 (desde Calz. Ignacio Zaragoza hasta Eje 3 Sur (Av. Ferrocarril de Río Frío).
- Ferrocarril de Rio Frio (solo para unir, se llaman Ejes 3 Sur y 6 Oriente).
- Av. Lic. Javier Rojo Gomez (solo para unir, se les considera Ejes 5 y 6 Oriente).
- Av. Canal del Tezontle (se les Considera Ejes 4 Sur y 6 Oriente).
- Guerra de Reforma (desde Eje 4 Sur (Av. Canal de Tezontle) hasta Canal del Moral).
- Canal del Moral (solo para unir).
- F.C San Rafael Atlixco (desde Canal del Moral hasta Eje 6 Sur).
- Av. Jalisco (solo para unir, se llaman Ejes 6 Sur y Oriente).
- Av. Sur 21 (desde Eje 6 Sur (Av. Jalisco) hasta San Rafael Atlixco).
- San Felipe de Jesús (desde San Rafael Atlixco hasta Eje 8 Sur (Calz. Ermita Iztapalapa).
- Ermita Iztapalapa (solo para unir San Felipe de Jesús con Fundición, se llaman Ejes 6 Oriente y 8 Sur).
- San Lorenzo (SUR-NTE) (desde Camino a San Lorenzo hasta Eje 8 Sur).
- Fundición (desde Eje 8 Sur hasta Camino a San Lorenzo).
- Camino a San Lorenzo (OTE-PTE) (desde Fundición hasta San Lorenzo).
- Av. San Lorenzo (desde Camino San Lorenzo hasta Eje 10 Sur Av. Tláhuac).

Este eje vial cuenta con doble sentido en sus tramos de Guerra de Reforma, Oriente 253 y San Lorenzo.
La avenida Guerra de Reforma en su vialidad Sur - Norte, presenta continuidad con Oriente 253 (apoyándose en un pequeño tramo por Canal de Tezontle y Ferrocarril de Río Frío), conectando el Eje 5 Sur con la Calzada Ignacio Zaragoza. Calle 4 si representa, por Ignacio Zaragoza, la continuidad con el Eje vial.
A pesar de no ser oficialmente reconocido como Eje Vial, algunos letreros a lo largo del tramo Oriente 253, principalmente entre Eje 3 Sur y Avenida Sur 8, nombran la Avenida como Eje 6 Oriente. Lo mismo ocurre con Guerra de Reforma, aunque esta si es mencionada como tal en casi todos los letreros a lo largo de su extensión.

#### Eje 7 Oriente
(Vialidad de doble sentido)
- Av. Adolfo López Mateos (en el municipio de Nezahualcóyotl, Estado de México, desde Av. Bordo de Xochiaca hasta Av. Texcoco (no es considerada Eje Vial)).
- Av. Juan Crisóstomo Bonilla (desde Av. Texcoco hasta Calzada Ignacio Zaragoza).
- Av. Guelatao (desde Calz. Ignacio Zaragoza hasta Av. Santa Cruz Meyehualco).
- Calle 39 (desde Av. Santa Cruz Meyehualco hasta Eje 8 Sur (Calzada Ermita-Iztapalapa)).

### Poniente

#### Eje 1 Poniente
(Vialidad de norte a sur y doble sentido)
- Calz. Vallejo [Desde Anillo Periférico (Acueducto de Tenayuca) hasta Av. Insurgentes Norte/Circuito Interior (Av. Paseo de las Jacarandas)]
- Prol. Guerrero [Desde Circuito Interior (Av. Paseo de las Jacarandas) hasta Eje 2 Norte (Av. Manuel González)]
- Av. Guerrero [Desde Eje 2 Norte (Av. Manuel González) hasta Av. México - Tenochtitlan]
- Av. Rosales [Desde Av. México - Tenochtitlan hasta Av. Paseo de la Reforma]
- Av. Bucareli [Desde Av. Paseo de la Reforma hasta Eje 1 Sur (Av. Chapultepec)]
- Av. Cuauhtémoc [Desde Eje 1 Sur (Av. Chapultepec) hasta Eje 8 Sur (Av. Popocatépetl)]
- Av. México-Coyoacán [Desde Eje 8 Sur (Av. Popocatépetl) hasta Circuito Interior (Av. Río Churubusco)]
- Av. Centenario [Desde Circuito Interior (Av. Río Churubusco) hasta Av. México] (Se Integran a él los Ejes 2 y 3 Poniente)
- Av. Tres Cruces [Desde Av. México hasta Eje 9 Sur (Av. Miguel Ángel de Quevedo)] (Se consideran los Ejes 1-3 Poniente)

En este tramo hay una interrupción perteneciente a la Av. Universidad, por lo que no se considerada parte del Eje Vial. Su extensión original era por Av. Universidad para cruzar Copilco y Acceder a Insurgentes Sur, donde finalizaría y concluiría su recorrido.

#### Eje 2 Poniente
(Vialidad de sur a norte)
- Av. México (SUR-NTE) [Desde Eje 1 Poniente (Av. Centenario) hasta Circuito Interior (Av. Río Churubusco) (Se llaman Ejes 2 y 3 Poniente)]
- Av. Coyoacán (SUR-NTE) [Desde Circuito Interior (Av. Río Churubusco) hasta Av. Universidad (Se llaman Ejes 2 y 3 Poniente)]
- Av. Universidad [Desde el anexo en la Av. Coyoacán hasta su cruce con la Av. Gabriel Mancera (Únicamente funge como nexo entre ambas avenidas y no pertenece al Eje Vial de manera completa, solo es parte mínima de este.)]
- Av. Gabriel Mancera [Desde Av. Universidad hasta Av. Obrero Mundial]
- Av. Obrero Mundial [Desde Gabriel Mancera hasta Av. Monterrey] (Tramo corto que sirve de nexo con una curva hacia la derecha y otra curva a la izquierda que sirve para retomar el recorrido.)
- Av. Monterrey [Desde Av. Obrero Mundial hasta Eje 1 Sur (Av. Chapultepec)]
- Av. Florencia [Desde Eje 1 Sur (Av. Chapultepec) hasta Av. Paseo de la Reforma]
- Av. Río Tíber [Desde Av. Paseo de la Reforma hasta Circuito Interior (Calz. Melchor Ocampo)]
- Av. Bahia de la Ascensión [Desde Circuito Interior (Calz. Melchor Ocampo) hasta Av. Marina Nacional]

Al llegar al final de la Av. Gabriel Mancera, se encuentra una interrupción que desvía el flujo vehicular a la derecha tomando un poco del trazo de la Av. Obrero Mundial para retomar el recorrido del Eje 2 Poniente hacia el norte por Av. Monterrey mientras Gabriel Mancera termina en una pequeña calle que desemboca en el Viaducto Miguel Alemán como calle local.
En la Sección Rio Tiber-Marina Nacional, justo en el cruce con el Circuito Interior Melchor Ocampo, existe un distribuidor vial elevado que brinda 2 opciones para continuar el trayecto, una hacia el norponiente para tomar Avenida Gutenberg sobre este mismo y dependiendo del trayecto a escoger, si se requiere puede seguirse por esta avenida mencionada para llegar a otra más denominada Presidente Masaryk esto en la colonia Polanco, o bien dar vuelta a la derecha para continuar sobre la avenida Ejército Nacional y así pueda tomarse un trayecto sobre dicha avenida o bien dar continuidad hacia la denominada Radial San Joaquín, para alcanzar el denominado Anillo Periférico a la altura del Toreo de 4 caminos. La otra alternativa al nororiente es continuar sobre la avenida Bahía de la Ascención para alcanzar el cruce con Avenida Marina Nacional, y de esta forma dar vuelta a la izquierda si se desea ir al norponiente o bien a la derecha si se desea seguir hacia el centro y oriente de la zona.
Del mismo modo, al llegar al final de la Av. Bahía de la Ascención, el trazado continúa por Avenida Lago de Pátzcuaro para llegar como tal hasta el cruce con la Calzada México-Tacuba cercano al Metro Colegio Militar, algunos autobuses que usan el Eje 2 Poniente como vía troncal de retorno llegan hasta este punto; otros más solo llegan hasta el punto conocido como «Oficinas de PEMEX/Plaza Galerías» como final de recorrido.

#### Eje 3 Poniente
(Vialidad de norte a sur)
- Av. Thiers [Desde Av. Ejército Nacional Mexicano / Eje 4 Poniente (Calz. Gral. Mariano Escobedo) hasta Circuito Interior (Calz. Melchor Ocampo)]
- Av. Rio Mississippi [Desde Circuito Interior (Calz. Melchor Ocampo) hasta Av Paseo de la Reforma]
- Av. Sevilla [Desde Av. Paseo de la Reforma hasta Eje 1 Sur (Av. Chapultepec)]
- Av. Salamanca [Desde Eje 1 Sur (Av. Chapultepec) hasta Av. Álvaro Obregón]
- Av. Yucatán [Desde Av. Álvaro Obregón hasta Av. Insurgentes Sur]
- Av. Medellín [Desde Av. Insurgentes Sur hasta Av. Obrero Mundial]
- Av. Amores [Desde Av. Obrero Mundial hasta Av. División del Norte / Glorieta de Mariscal Sucre]
- Av. Colonia del Valle [Desde Av. División del Norte hasta Concepción Beistegui]
- Av. Coyoacán [Desde Concepción Beistegui hasta Av. Universidad y como Ejes 2 y 3 Poniente hasta Circuito Interior (Av. Río Churubusco)]
- Av. Josefa Ortiz de Domínguez/Av. Madrid/Av. México [Desde Circuito Interior hasta Eje 1 Poniente (Av. Centenario) (Este tramo se titula como Ejes 2 y 3 Poniente)]

Si se tomara en cuenta la señalética tal cual para indicar el recorrido del Eje 3 Poniente este sería discontinuo ya que solo cuentan con señalética las avenidas:
Av. Thiers (indicada por los letreros laterales y por el Circuito Bicentenario),
Av. Sevilla (indicada por los laterales),
Av. Salamanca (indicada por laterales y sólo cuenta con escasos letreros centrales),
Av. Yucatán (indicada por laterales debido a que los centrales los ocupa el Eje 2 Sur),
Av. Medellín (indicada por laterales y de vialidad),
Av. Amores (sólo indicada por laterales),
Av. Coyoacán (indicada por laterales y de vialidad) y
Av. Río Mixcoac (indicado por centrales).
Este último presenta discontinuidad vial y además forma parte del Circuito Bicentenario).
En Salamanca y Medellín hay una señalética errónea debido a que marca a Medellín desde la Av. Oaxaca como parte del eje vial, lo mismo pero en inversa pasa con Amores que se extiende hasta Eje 5 Sur (Av. Eugenia además en el Eje 3 Poniente (Av. Yucatán) hay que incorporase a Insurgentes hasta Medellín y poder retomar el eje vial.
Del mismo modo algunas rutas de autobuses que tienen recorridos troncales sobre Eje 2 Poniente, y que llegan a la sección de "Oficinas de Pemex/Plaza Galerías" usan la avenida Marina Nacional y Circuito Interior Melchor Ocampo (tramo Marina Nacional-Eje 3 Poniente para operar el recorrido, o bien si llegaron al Metro Colegio Militar, usan Calzada México-Tacuba, para dar vuelta en Circuito Interior Melchor Ocampo, hasta el cruce con el Eje 3 Poniente para retomarlo.

#### Eje 4 Poniente (Vialidad de norte a sur y doble sentido)
- Av. Cultura Romana (Desde Eje 6 Pte hasta Maravillas)
- Av. De las Granjas (Desde Maravillas hasta Glorieta de Camarones / Eje 3 Norte)
- Av. Cuitláhuac (Desde Glorieta de Camarones hasta Calzada México-Tacuba)
- Calz. Gral. Mariano Escobedo (Desde Calz. México-Tacuba hasta Circuito Interior Melchor Ocampo / Paseo de la Reforma)
- Av. Mtro. José Vasconcelos [Desde Paseo de la Reforma hasta Ejes 3 y 4 Sur (Av. Benjamín Franklin)]
- Av. Revolución (NTE-SUR) (Desde Ejes 3 y 4 Sur hasta Av. Molinos)
- Av. Revolución (Desde Av. Molinos hasta Centro Escolar C.U.)

El tramo Revolución tiene sentido Norte-Sur de los Ejes 3 y 4 Sur hasta Circuito Interior Río Mixcoac, y posteriormente el doble sentido llega hasta la Ciudad Universitaria.

#### Eje 4A Poniente (Vialidad de sur a norte)
- Av. Patriotismo (SUR-NTE) (Desde Circuito Interior Río Mixcoac hasta Circuito Interior José Vasconcelos)

Estos ejes 4 y 4A Poniente son parte del denominado Circuito Interior.

#### Eje 5 Poniente
(Vialidad de doble sentido)
- Camino de los Toros (SUR - NTE) (Desde Constituyentes hasta Av. Observatorio).
- Sur 128 (NTE - SUR) (Desde Constituyentes hasta Av. Acueducto Leones).
- Sur 122 / Avenida de la Curva (Desde Av. Observatorio hasta Camino Real a Toluca).
- Escuadrón 201 (Desde Av. Camino Real a Toluca hasta Av. Central).
- Av. Central (Desde Av. Escuadrón 201 hasta Ejes 5 y 6 Sur (Prolongación San Antonio)).
- Alta Tensión (Desde Prolongación San Antonio hasta Av. Centenario).
- Av. Alfonso Caso Andrade (Desde Av. Centenario hasta Rómulo O'Farril).

#### Eje 6 Poniente
(Vialidad de norte a sur y doble sentido)
- Av. Ixtacala (Desde Av. Toltecas hasta Cultura Romana).
- Av. de las Civilizaciones (Desde Cultura Romana hasta F.F. C.C. Nacionales de México [Eje 5 Norte]).
- F.C.C. Nacionales de Mexico (Desde Av. de las Culturas [Eje 5 Norte] hasta Calz. De los Ángeles).
- Calz. De los Angeles (OTE-PTE (Desde F.C.C Nal. Mexicano hasta Fresno/16 de Septiembre).
- Av. 16 de Septiembre (Desde Calz. De los Ángeles hasta Aquiles Serdán).
- Av. Tezozómoc (Desde Aquiles Serdán hasta 5 de Mayo).
- Cam. A Santa Lucía (Desde 5 de Mayo hasta Manuel Campos Mena).
- Calz. Ahuizotla (Desde Manuel Campos Mena hasta Gobernador Sánchez Colín).
- Ingenieros Militares (Desde Av. Río San Joaquín hasta Gobernador Sánchez Colín).

El recorrido de este mismo eje es de forma discontinua, debido a que existen interrupciones considerables que no permiten la circulación a doble sentido plena. Para el sentido Norte-Sur, al llegar al final de F.C.C. Nacionales de México, debe usarse un segmento muy reducido de ancho vial hasta la calle de Fresno y 16 de septiembre, esto porque en este mismo eje se encuentra el pueblo de San Martín Xochinahuac, donde se interrumpe el ancho de la avenida de una manera particular debido a la presencia de este pueblo originario. Para sortear las interrupciones se suelen usar calles locales para llegar a una sección de la calle F.C.C. Nacionales que tiene el ancho suficiente, o bien dar vuelta a la izquierda en la iglesia del pueblo en Avenida San Martín, para enfilarse hacia avenida el Rosario y de ahí continuar hacia el CETRAM el Rosario, para de esta forma tomar el trayecto hacia el Eje 6 Norte en su sección Av. de las Culturas hasta retomar la Av. de las Civilizaciones.

#### Eje 7 Poniente
(Vialidad de Doble Sentido)
- Av. de las Civilizaciones [Desde Av. Cultura Tolteca hasta Aquiles Serdán/Eje 5 Norte (Av. de las Culturas)]
- Calz. de las Armas [Desde Aquiles Serdán hasta F.C.C. Industrial/Victoria]
- Calle 5 (NTE-SUR) [Desde Victoria hasta Anillo Periférico (Blv. Manuel Ávila Camacho)/Av. 1 de Mayo]
- Calle 4 (SUR-NTE) [Desde Anillo Periférico (Blv. Manuel Ávila Camacho)/Av. De las Torres hasta F.C.C. Industrial (Calz. De las Armas)]

Al ser una vialidad de doble sentido, comunica de manera importante dos municipios (Naucalpan y Tlalnepantla) del Estado de México y una alcaldía (Azcapotzalco) de la Ciudad de México, no obstante su ancho reducido en varias secciones, incluida la de F.C.C. Industrial Victoria, posee reducciones que no permiten una circulación continua y fluida, esto apreciable en el cruce con el puente de la Calzada de la Naranja donde se puede ver en horas pico filas de automovilistas y camiones a un solo carril por sentido, debido a la situación mencionada, aun así es una opción de conexión para varias colonias de esta alcaldía y municipios conurbados.